# Rozrazil potoční

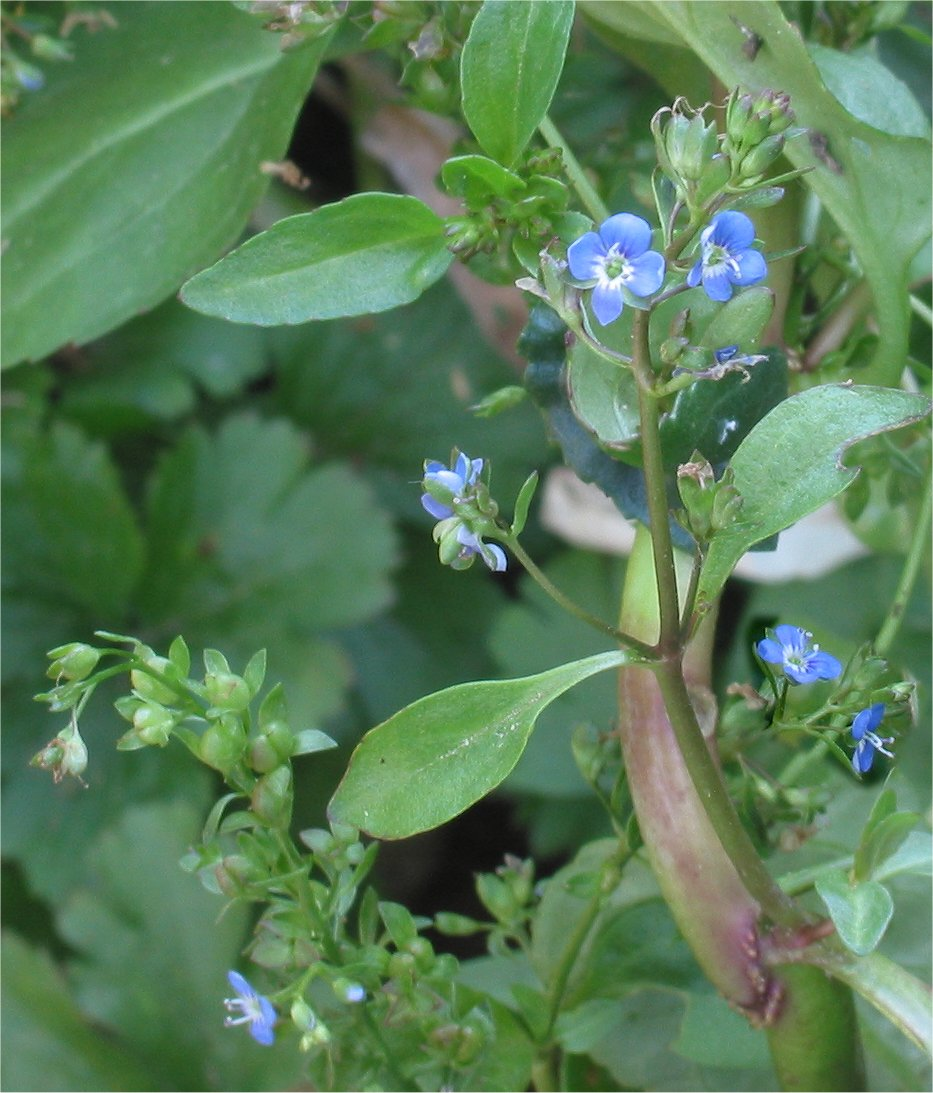
Detail rozrazilu potočního

Rozrazil potoční (Veronica beccabunga) je nevysoká rostlina vlhkých biotopů mírného pásu, vytrvalý druh z početného rodu rozrazil.

## Výskyt
Vyjma nejjižnějších částí se vyskytuje skoro v celé Evropě a východním směrem až do střední Sibiře a jako zavlečený druh i v Severní Americe. Na severu Evropy roste až po 65° severní zeměpisné šířky (Island, sever Botnického zálivu, jih Bílého moře). V České republice i na Slovensku se nachází poměrně často souvisle od nížin až do nadmořské výšky okolo 1000 m.
Nejčastěji vyrůstá na březích vodních toků nebo nádrží, na prameništích, bažinatých loukách, ve vlhkých příkopech i na obnažených dnech rybníků, preferuje podmáčené půdy. Vyhovují mu stanoviště bahnitá, hlinitá, písčitá nebo i štěrkovitá, ale bez vápna až slabě kyselá. Může růst i pokud je částečně ponořen pod vodou.

## Popis
Je to rostlina vytrvalá dorůstající do výše 20 až 50 cm. Její dužnatá lodyha je poléhavá, pouze její vrchol se stáčí vzhůru a polehlá část v uzlinách snadno koření. Je na průřezu oblá, lysá a často zbarvená až do červenohnědá. Listy s krátkými řapíky vyrůstají vstřícně, jsou dužnaté a oboustranně lysé, leskle zelené. Listové čepele jsou podlouhlé, eliptické nebo obvejčité, po obvodě pilovité nebo i celokrajné, u báze zaokrouhlené, mohou dorůst až 5 cm na délku a 2,5 cm do šířky.
Tmavomodré, oboupohlavné, stopkaté čtyřčetné květy, mající v průměru 5 až 7 mm, vytvářejí 10 až 30květé květenství hrozen. Ty vyrůstají z paždí horních listů na šikmo vystupujících stopkách. Listeny bývají čárkovité až úzce obkopinaté. Zelené lístky kalichu jsou u báze krátce srostlé. Kolovitá koruna s krátkou bílou trubkou má lístky obvykle tmavě modré s proužky. V květu jsou dvě tyčinky s prašníky a jediná čnělka s bliznou. Kvetou od května do srpna, za slunného počasí jsou opylovány létajícím hmyzm, za nečasu se květy neotvírají.

## Rozmnožování
Plody jsou téměř okrouhlé tobolky v obrysu mělce srdčité. Jsou hnědé, lysé, 3 až 4 mm dlouhé a obsahují hladká semena. Otvírají se za deště a semena jsou vodou odnášena do nižších, vlhkých míst.
Rozrazil potoční se kromě generativního rozmnožování semeny rozšiřuje i vegetativně, do nejbližšího okolí zakořeněním polehlých lodyh a do větších vzdáleností odlomenými částmi lodyh které odnese voda a ty na příhodných místech zakoření.

## Využití
V lidovém léčitelství se používá sušená nať (Herba veronicae beccabungae), a to podobně jako nať rozrazilu lékařského. Lze také užívat vytlačenou šťávu z čerstvé rostliny v denní dávce 50–150 gramů. Je to diuretikum, laxativum, pomocný lék při kožních a jaterních chorobách; dále může sloužit jako zdroj vitamínu C. Šťáva z rozrazilu potočního se pila při tzv. jarních kúrách, jejichž účelem bylo „čištění krve". Mladé, čerstvé listy se mohou použít do jarních salátů, což opět představuje zdroj vitamínu C.